# Marianne Joachim

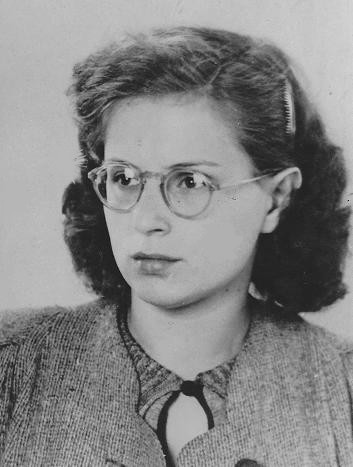
Marianne Joachim

Marianne Joachim, auch Marianna (geborene Prager; geboren am 5. November 1921 in Berlin; gestorben am 4. März 1943 in Berlin-Plötzensee), war eine deutsch-jüdische Widerstandskämpferin gegen den Nationalsozialismus. Sie wurde in der Berliner Strafanstalt Plötzensee hingerichtet.

## Leben
Marianne Prager wuchs in Berlin als Tochter eines Bauarbeiters auf. Nach Beendigung der Realschule erlernte sie den Beruf der Kinderpflegerin im Jüdischen Kinderheim in der Berliner Gipsstraße. Prager musste diesen Beruf aufgeben, da sie im Sommer 1940 zur Zwangsarbeit im Landeinsatz nach Rathenow verpflichtet worden war. Am 22. August 1941 heiratete sie in Berlin Heinz Joachim (1919–1942). Zu dieser Zeit war sie als Zwangsarbeiterin in der Fabrik Alfred Teves in Berlin-Wittenau beschäftigt. Nachdem ihr Ehemann in der „Judenabteilung“ der Elektromotorenfabrik der Siemens-Werke Herbert Baum kennengelernt hatte, schloss sich das Ehepaar der  Antifaschistischen Gruppe im Prenzlauer Berg Berlin (AGiP) um Herbert Baum (Herbert-Baum-Gruppe) an. 
Die Wohnung der Eheleute Joachim in der Rykestraße diente häufig als Treffpunkt der Herbert Baum-Gruppe. Diese Gruppe führte am 18. Mai 1942 einen Anschlag auf die antikommunistische Propagandaausstellung „Das Sowjetparadies“ aus. Ebenso wie ihr Mann wurde Marianne Joachim verhaftet und am 4. März 1943 in der Strafanstalt Plötzensee hingerichtet.
Eine Gedenktafel in der Belforter Straße 11/12 erinnert an die beiden.

## Hinrichtung
„Auf einem grellroten Plakat wurden Verurteilung und Hinrichtung dieser jungem Menschen, sie waren zwischen 20 und 23 Jahre alt, der Bevölkerung mitgeteilt. Ihre Namen waren mit den gesetzmäßigen vorgeschriebenen Zwangs-Zusatz-Vornamen Sara bzw. Israel versehen.“

„Bekanntmachung
die am 10. Dezember 1942 vom Volksgerichtshof  wegen Vorbereitung zum Hochverrat und landesverräterischer Feindbegünstigung zum Tode verurteilten
Heinz Israel Rotholz, 21 Jahre alt,
Heinz Israel Birnbaum, 22 Jahre alt,
Lothar Israel Salinger, 23 Jahre alt,
Helmuth Israel Neumann, 21 Jahre alt,
Siegbert Israel Rotholz, 23 Jahre alt,
Hella Sara Hirsch, 21 Jahre alt,
Hanni Sara Mayer, 23 Jahre alt,
Marianna Sara Joachim, 21 Jahre alt und
Hildegard Sara Loewy, 20 Jahre alt,
sämtlich aus Berlin, sind heute hingerichtet worden.
Berlin, den 4. März 1943
Der Oberreichsanwalt beim Volksgerichtshof“

mit dem Untertext 

„Bekanntmachung über die Vollstreckung der Todesurteile an Heinz Rotholz und seine Gefährten“

## Gedenksteine

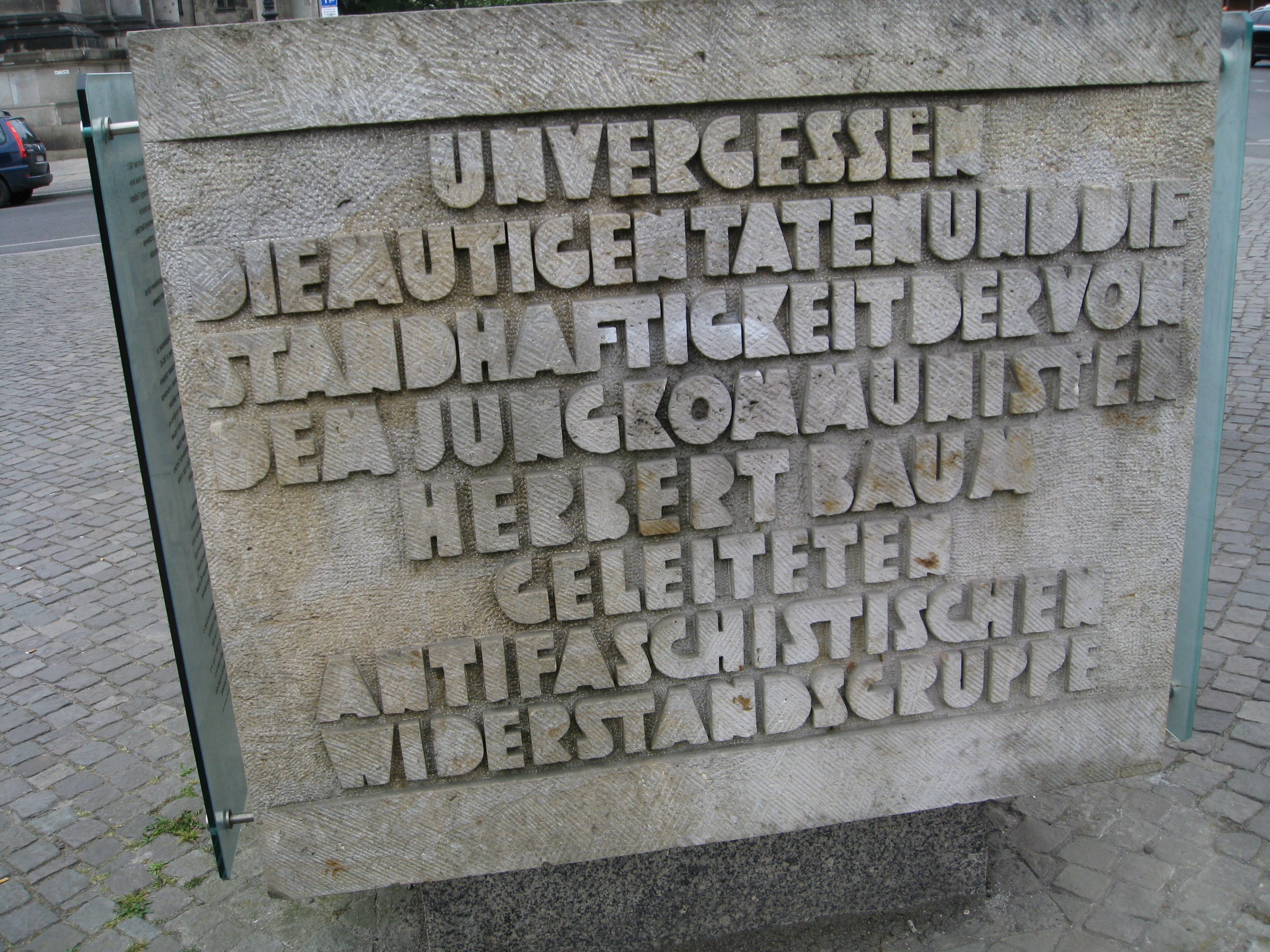
Der Berliner Gedenkstein im Lustgarten

Heute erinnern zwei der Baum-Gruppe gewidmete Gedenksteine in Berlin namentlich auch an Marianna Joachim.
1. Gedenkstein in Berlin auf dem Jüdischen Friedhof Weißensee (Eingang: Markus-Reich-Platz).[6]
2. Ein von dem Bildhauer Jürgen Raue gestalteter Gedenkstein wurde 1981 im Auftrag des Magistrats von Berlin (Ost) ohne nähere Informationen über die Widerstandsaktion im Lustgarten aufgestellt.[7]